# Подгорное (Подгоренский район)
Подгорное — слобода в Подгоренском районе Воронежской области.
Входит в состав Подгоренского городского поселения.

## История
Слобода Подгорное была основана на речке Сухая Россошь в конце XVII века или в начале XVIII века украинскими переселенцами, ставшими первоначально вольными хлебопашцами.
В 1721 году в слободе Подгорной имеется деревянная Рождественская церковь. В 1806 году не ее месте возводится каменная Троицкая церковь.
Согласно переписной книге казаков и украинцев (казацких подмощников) г. Острогожска и уезда, положенных в подушный оклад на содержание полков, в сл. Подгорной в 1747 г. числилось:
казаков — 14, их свойственников — 193, городских служителей — 10, казачьих подмощиков — 156 человек.
После упразднения Екатериной II Острогожского черкасского полка в 1765, бывшие казаки, их свойственники и подпомошники переведены в сословие войсковых обывателей.
В 1773 г. в слободе проживало 1721 человек (воинских чинов служащих — 24, воинских чинов отставных — 4, дворовых крестьян — 54, духовных чинов — 4, войсковых обывателя — 1625, подданных черкасс — 10.
В 1870 году через слободу прокладывается железнодорожная ветка Воронеж—Лиски—Ростов.
В 1900 году население достигает 6188 человек, проживающих в 899 дворах.

### Подгорное в литературе
Село Подгорное описывал в своих произведениях Анатолий Жигулин. О нём он упоминает в стихотворении «Родина» и автобиографической повести «Чёрные камни». В последней Жигулин вспоминает Подгорное следующим образом:
…село обыкновенное южнорусское. Белые хаты, соломенные крыши. Или камышовые. В этих местах Воронежской области Великая Россия постепенно переходит в Малую, и в разговорной речи до сей поры равноправны и русский, и украинский языки. Так я и рос первые свои семь лет — слыша и усваивая одновременно два говора.

## Население
| 1859 | 1897  | 1979  | 2002  | 2010  | 2021  |
| ---- | ----- | ----- | ----- | ----- | ----- |
| 5431 | ↗6034 | ↘5397 | ↘3880 | ↘3785 | ↘3483 |